# 1,000 Ships
1,000 Ships è un singolo della cantautrice statunitense Rachel Platten, pubblicato il 26 aprile 2011 come unico primo estratto dal primo album in studio Be Here.

## Tracce
Testi e musiche di Fredrik Thomander, Lasse Andersson e Rachel Platten.
1. 1,000 Ships – 3:23